# Cantón de Hautefort
El cantón de Hautefort era una división administrativa francesa, que estaba situada en el departamento de Dordoña y la región de Aquitania.

## Composición
El cantón estaba formado por trece comunas:
- Badefols-d'Ans
- Boisseuilh
- Cherveix-Cubas
- Chourgnac
- Coubjours
- Granges-d'Ans
- Hautefort
- La Chapelle-Saint-Jean
- Nailhac
- Sainte-Eulalie-d'Ans
- Teillots
- Temple-Laguyon
- Tourtoirac

## Supresión del cantón de Hautefort
En aplicación del Decreto n.º 2014-218 de 21 de febrero de 2014, el cantón de Hautefort fue suprimido el 22 de marzo de 2015 y sus 13 comunas pasaron a formar parte; doce del nuevo cantón de Alto Périgord Negro y una del nuevo cantón de Isle-Loue-Auvézère.